# Ernst I av Sachsen-Gotha-Altenburg
Ernst I av Sachsen-Gotha-Altenburg, även kallad Ernst den fromme, född 25 december 1601 i Altenburg, död 26 mars 1675 i Gotha, var hertig av Sachsen-Gotha (1640–1672) och av Sachsen-Gotha-Altenburg (1672–1675).

## Biografi
Ernst var son till Johan III av Sachsen-Weimar. Han fick en god, strängt protestantisk uppfostran. Som överste i svensk tjänst deltog han bland annat i slaget vid Lützen i november 1632, men drog sig kort därefter tillbaka. Tillsammans med två av sina bröder, Vilhelm och Albrekt, stödde han freden i Prag 1635. Sin återstående tid ägnade han åt styrelsen av sitt land och återuppbyggnaden efter kriget. Han var även engagerad i utbyggnaden av kyrko- och skolväsendet samt i den protestantiska missionen.

## Familj
Ernst I gifte sig 1636 med Elisabeth Sofia av Sachsen-Altenburg (1619–1680).
Han efterträddes av parets sju söner som regerade Sachsen-Gotha gemensamt under de första åren efter faderns död 1675. Genom arvdelningsfördraget mellan dem 1680 kom hertigdömet att delas i sju delar, några av de så kallade Ernestinska hertigdömena:
- Fredrik I (1646–1691), hertig av Sachsen-Gotha-Altenburg
- Albrekt (1648–1699), hertig av Sachsen-Coburg
- Bernhard I (1649–1706), hertig av Sachsen-Meiningen
- Henrik (1650–1710), hertig av Sachsen-Römhild
- Christian (1653–1707), hertig av Sachsen-Eisenberg
- Ernst (1655–1715), hertig av Sachsen-Hildburghausen
- Johan Ernst IV (1658–1729), hertig av Sachsen-Saalfeld

Förutom de sju sönerna ovan överlevdes Ernst I även av två döttrar av de totalt 18 barnen:
- Elisabeth Dorothea (1640–1709), gift med lantgreve Ludvig VI av Hessen-Darmstadt
- Dorothea Maria (1654–1682)